# Бенігно Акіно III
Бенігно Сімеон Кохуангко Акіно III (тагал. Benigno Simeon Cojuangco Aquino III; 8 лютого 1960, Маніла — 24 червня 2021, Кесон-Сіті), він же Нойной Акіно (тагал. Noynoy Aquino) — політик, 15-й президент Філіппін. Переміг на президентських виборах у травні 2010 року від Ліберальної партії Філіппін.

## Політична кар'єра
Представник філіппінської політичної династії Акіно: онук Бенігно Акіно-старшого, єдиний син колишнього президента Корасон Акіно та вбитого сенатора Бенігно Акіно-молодшого.
Був поранений бунтівниками під час спроби військового перевороту 1987 року. У Ліберальній партії обіймав посаду генерального секретаря, обіймав посаду віцеголови партії.
Бенігно Акіно, як кандидат від Ліберальної партії, отримав більшість голосів виборців під час виборів президента Філіппін, що відбулися 10 травня 2010 року. 2013 року журнал Тайм включив Бенігно Акіно III до списку 100 найбільш впливових людей світу.